# آواره (فیلم)
آواره (به هندی: Awaara) فیلمی محصول سال ۱۹۵۱ و به کارگردانی راج کاپور است. در این فیلم بازیگرانی همچون راج کاپور، نرگس دات، پریتویراج کاپور، لیلا چیتنیس، کی. ان. سینگ، شاشی کاپور ایفای نقش کرده‌اند.